# Listă de comune din raionul Șoldănești
Această listă conține comunele din raionul Șoldănești, Republica Moldova, cu satele din componența lor. Celulele gri indică localitățile consemnate ca „sat (comună)” în Legea privind organizarea administrativ-teritorială a Republicii Moldova.
| Comuna           | Satul de reședință | Sate componente           |
| ---------------- | ------------------ | ------------------------- |
| Alcedar          | Alcedar            | Alcedar                   |
| Alcedar          | Alcedar            | Curătura                  |
| Alcedar          | Alcedar            | Odaia                     |
| —                | —                  | Chipeșca                  |
| Climăuții de Jos | Climăuții de Jos   | Climăuții de Jos          |
| Climăuții de Jos | Climăuții de Jos   | Cot                       |
| —                | —                  | Cobîlea                   |
| Cotiujenii Mari  | Cotiujenii Mari    | Cobîlea (loc. st. c. f.)  |
| Cotiujenii Mari  | Cotiujenii Mari    | Cotiujenii Mari           |
| Cotiujenii Mari  | Cotiujenii Mari    | Cușelăuca                 |
| —                | —                  | Cușmirca                  |
| Dobrușa          | Dobrușa            | Dobrușa                   |
| Dobrușa          | Dobrușa            | Recești                   |
| Dobrușa          | Dobrușa            | Zahorna                   |
| —                | —                  | Fuzăuca                   |
| —                | —                  | Găuzeni                   |
| —                | —                  | Glinjeni                  |
| —                | —                  | Mihuleni                  |
| —                | —                  | Olișcani                  |
| —                | —                  | Parcani                   |
| —                | —                  | Pohoarna                  |
| —                | —                  | Poiana                    |
| —                | —                  | Răspopeni                 |
| Rogojeni         | Rogojeni           | Rogojeni                  |
| Rogojeni         | Rogojeni           | Rogojeni (loc. st. c. f.) |
| Salcia           | Salcia             | Lelina                    |
| Salcia           | Salcia             | Salcia                    |
| —                | —                  | Sămășcani                 |
| —                | —                  | Șestaci                   |
| —                | —                  | Șipca                     |
| Vadul-Rașcov     | Vadul-Rașcov       | Socola                    |
| Vadul-Rașcov     | Vadul-Rașcov       | Vadul-Rașcov              |